# Freedom (hrabstwo Sauk)
Freedom – miasto w Stanach Zjednoczonych, w stanie Wisconsin, w hrabstwie Sauk.